# Ignjat Đurđević
Ignjat Đurđević (italiensk Ignazio Giorgi, latin Ignatius Georgicus, født februar 1675 i Ragusa, død 22. januar 1737 sammesteds) var en dalmatinsk-kroatisk digter. 
Đurđević var af fornem byrd, rigt begavet og fint dannet, forudbestemt til at beklæde en høj stilling i sin fædrenestad, men han gik tidlig ind i jesuiterordenen, opholdt sig i Italien en tid lang som lærer i veltalenhed og blev den gejstlige stand tro. Han døde som abbed i et benediktinerkloster ved Ragusa. Hans skrifter er mangfoldige. Som mange af Dalmatiens store mænd beherskede han italiensk, latin og kroatisk; der findes lærde arbejder og digterværker af ham på alle tre sprog, men kun hans kroatiske skrifter nåede høj rang på en tid, hvor Ragusas digtekunst stundede mod undergang. Hans poesi var især religiøs-didaktisk. Mest kendte blandt Đurđevićs kroatiske skrifter er: Uzdasi Mandaljene pokornice ("Den bodfærdige Magdalenes sukke", 1728 og 1851) samt det satiriske digt Marunko i Pavica (1729 og 1851), hvor Đurđević spotter over sine bysbørns søgte åndrighed. På latin skrev han blandt andet Rerum illyricarum seu Illyrici Historia, på italiensk Il novizzo benedittino.